# Fartmåler
En fartmåler viser i flyvemaskiner farten i forhold til den omgivende luft – oftest målt i knob men til tider i kilometer pr. time. Betegnelsen fartmåler anvendes også om politiets radarbaserede instrument til kontrol af overholdelse af hastighedsbegrænsningen.

## Farvemarkeringer
Det enkelte fly har nogle farvermarkeringer i fartmåleren.
- En rød streg angiver den maksimale flyvefart (VNE – never exceed).
- En gul stribe angiver fartområdet, som kun må anvendes i rolig luft og med begrænsede rorudslag.
- En grøn stribe angiver fartområdet for normal operation – bunden er stall-farten uden flaps.
- En hvid stribe angiver fartområdet med fuldt flap-udslag.

## Virkemåde
Fartmåleren virker ved at måle forskellen mellem det dynamiske tryk, som fartvinden medfører på flyets forside og det statiske tryk. Forskellen omsættes til fart-skalaen.
Under "uren flyvning" – når flyet ligger skævt i forhold til luftstrømmen – kan fartmåleren sætte ud.
I større højde er lufttrykket lavere, og farten vil blive vist for lavt. Aerodynamisk opfører flyet sig dog svarende den viste hastighed. Flutter indtræder dog ved reelle hastigheder, hvorfor fly med dette problem ikke bør flyves til grænsen i stor højde.

## Anvendelse
Fartmålerens væsentligste funktion er at sikre, at farten ikke falder så meget, at flyet kommer i stall – især under landing er dette kritisk. Under stigning kan det anvendes til at sikre, at man flyver ved farten for bedste stig. Under ligeud-flyvning kan det benyttes til at sikre, at man flyver med den fart, som giver det bedste glid i forhold til højdetab eller brændstofforbrug.